# Fifth Third Bank Tennis Championships 2013
Il Fifth Third Bank Tennis Championships 2013 è stato un torneo di tennis giocato sul cemento. È stata la 19ª edizione del torneo maschile fa parte della categoria ATP Challenger Tour nell'ambito dell'ATP Challenger Tour 2013 e la 17ª di quello femminile che fa parte della categoria ITF Women's Circuit nell'ambito dell'ITF Women's Circuit 2013. Sia il torneo maschile che quello femminile si sono giocati Lexington (Kentucky) negli USA dal 22 al 28 luglio 2013 su campi in cemento.

## Partecipanti singolare ATP

### Teste di serie
| Nazionalità | Giocatore       | Ranking* | Testa di serie |
| ----------- | --------------- | -------- | -------------- |
| Ucraina     | Illja Marčenko  | 118      | 1              |
| Belgio      | Olivier Rochus  | 148      | 2              |
| Belgio      | Ruben Bemelmans | 153      | 3              |
| Stati Uniti | Alex Kuznetsov  | 157      | 4              |
| Stati Uniti | Bradley Klahn   | 161      | 5              |
| Australia   | James Duckworth | 164      | 6              |
| Giappone    | Tatsuma Itō     | 174      | 7              |
| Tunisia     | Malek Jaziri    | 177      | 8              |

- Ranking al 15 luglio 2013.

### Altri partecipanti
Giocatori che hanno ricevuto una wild card:
- Eric Quigley
- Alexis Musialek
- Filip Peliwo
- Mitchell Krueger

Giocatori che sono passati dalle qualificazioni:
- Greg Jones
- Greg Ouellette
- Tennys Sandgren
- Ilija Bozoljac

## Partecipanti WTA

### Teste di serie
| Nazionalità | Giocatore        | Ranking* | Testa di serie |
| ----------- | ---------------- | -------- | -------------- |
| Giappone    | Misaki Doi       | 95       | 1              |
| Israele     | Julia Glushko    | 113      | 2              |
| Giappone    | Kurumi Nara      | 125      | 3              |
| Stati Uniti | Shelby Rogers    | 154      | 4              |
| Canada      | Stéphanie Dubois | 158      | 5              |
| Stati Uniti | Grace Min        | 162      | 6              |
| Stati Uniti | Irina Falconi    | 164      | 7              |
| Sudafrica   | Chanel Simmonds  | 171      | 8              |

- Ranking al 15 luglio 2013.

### Altre partecipanti
Le seguenti giocatrici hanno ricevuto una wild card per il tabellone principale:
- Stephanie Kent
- Jamie Loeb
- Grace Min

Le seguenti giocatrici sono passate dalle qualificazioni:
- Jennifer Brady
- Lauren Embree
- Mari Osaka
- Naomi Ōsaka
- Yana Koroleva (lucky loser)
- Alexandra Mueller (lucky loser)

## Vincitori

### Singolare maschile
James Ward ha battuto in finale  James Duckworth con il punteggio di 4–6, 6–3, 6–4.

### Doppio maschile
Frank Dancevic /  Peter Polansky hanno battuto in finale  Bradley Klahn /  Michael Venus con il punteggio di 7–5, 6–3.

### Singolare femminile
Shelby Rogers ha battuto in finale  Julie Coin con il punteggio di 6–4, 7–6(3).

### Doppio femminile
Nicha Lertpitaksinchai /  Peangtarn Plipuech hanno battuto in finale  Julia Glushko /  Chanel Simmonds con il punteggio di  7–6(5), 6–3.